# سوئیس پست
سوئیس پست (فرانسوی: La Poste suisse‎) شرکت دولتی پست سوئیسی است، که در سال ۱۸۴۹ تأسیس شد.